# Babin Do (Šipovo)
Babin Do (másképpen Babin Dol, szerbül: Бабин До) szerb falu Bosznia-Hercegovinában, Bosanska krajina területén, a Szerb Köztársaságban, Šipovo községben. 

## Fekvése
Bosznia-Hercegovina közép-nyugati részén, Banja Lukától légvonalban 63, közúton 99 km-re délre, községközpontjától légvonalban 12 km-re, közúton 19 km-re délkeletre, a Janj-folyó jobb partjától keletre fekvő dombos-hegyes területen található. Babino Do központja mintegy 756 méter tengerszint feletti magasságban található, a falu területén keresztül folyik a Glogovac-folyó és két kisebb patak, a Zečkovina és a Police. Nyugatról a Janj-folyó határolja. Településrészei a következők: Center, Peć, Crepulje, Kičelovo Brdo, Bužani , Borje, Previja, valamint 4 kisebb falu: Peričići, Pratrići, Žugorići és Grahovac.

## Népessége
| Nemzetiségi csoport | Népesség 1991 | Népesség 2013 |
| ------------------- | ------------- | ------------- |
| Szerb               | 337           | 121           |
| Bosnyák             | 0             | 0             |
| Horvát              | 0             | 3             |
| Jugoszláv           | 0             | 0             |
| Egyéb               | 0             | 1             |
| Összesen            | 337           | 125           |

## Története
A területén előkerült régészeti leletek alapján a településen már a római korban is laktak emberek. Borje nevű részén a Hanovi lelőhelyen római település maradványai találhatók nagy területen szétszórtan.
A település 1878-ig tartozott az Oszmán Birodalomhoz, majd az Osztrák-Magyar Monarchia része lett. 1879-ben az első osztrák-magyar népszámlálás során Babići község részeként a faluban 41 házat és 361 ortodox lakost számláltak. 1910-ben a településen 63 házat, 544 ortodox szerb, 1 muszlim és 2 katolikus lakost számláltak.A monarchia szétesésével 1918-ben előbb a Szerb-Horvát-Szlovén Királyság, majd 1929-től a Jugoszláv Királyság része. Jugoszlávia megszállása után a falu a Független Horvát Állam (NDH) része lett. 1945-től a település a szocialista Jugoszlávia része volt.
A településen az 1991-es népszámlálás adatai szerint 337-en éltek. A Bosznia-Hercegovinában zajló polgárháború idején a Visoko Krajina többi településéhez hasonlóan a Boszniai Szerb Köztársaság része volt. A területén 1995 szeptemberéig nem volt háborús hadművelet, ekkor azonban a település területét a Horvát Köztársaság fegyveres ereje megszállta. A horvát csapatok elől a lakosság elmenekült. A daytoni békeszerződés aláírása után a település a Szerb Köztársasághoz, azon belül Šipovo községhez került.

## Nevezetességei
- Hanovi – római település maradványai a Borje településrészen. Római épületek alapfalai, nagy területen szétszóródott, római tégla, cserép és egyéb építőanyagokkal.[4]